# Titus Kafunda Mukhala
Titus Kafunda Mukhala (* 3. August 1993) ist ein ehemaliger sambischer Leichtathlet, der sich auf den Sprint spezialisiert hat.

## Sportliche Laufbahn
Erste Erfahrungen bei internationalen Meisterschaften sammelte Titus Kafunda Mukhala im Jahr 2010, als er bei den Afrikameisterschaften in Nairobi mit 10,95 s und 21,72 s jeweils in der ersten Runde über 100 und 200 Meter ausschied und mit der sambischen 4-mal-100-Meter-Staffel in 41,22 s den achten Platz belegte. Im Jahr darauf belegte er bei den Juniorenafrikameisterschaften in Gaborone in 11,01 s den sechsten Platz im 100-Meter-Lauf und gelangte über 200 Meter mit 22,10 s auf Rang acht. 2012 schied er bei den Afrikameisterschaften in Porto-Novo mit 10,65 s im Semifinale über 100 Meter aus, wie auch im 200-Meter-Lauf mit 21,11 s. Anschließend kam er bei den Juniorenweltmeisterschaften in Barcelona mit 10,67 s und 21,34 s jeweils nicht über den Vorlauf über 100 und 200 Meter hinaus. 2014 schied er bei den Commonwealth Games in Glasgow mit 10,53 s und 21,20 s jeweils in der ersten Runde über 100 und 200 Meter aus und belegte mit der 4-mal-400-Meter-Staffel in 3:10,26 min den achten Platz. Anschließend schied er bei den Afrikameisterschaften in Marrakesch mit 10,58 s und 20,88 s jeweils im Semifinale über 100 und 200 Meter aus. 2015 schied er bei den Afrikaspielen in Brazzaville mit 10,49 s im Halbfinale über 100 Meter aus und wurde mit der 4-mal-100-Meter-Staffel im Finale disqualifiziert. Im Jahr darauf schied er auch bei den Afrikameisterschaften in Durban mit 10,51 s im Halbfinale über 100 Meter aus und gewann mit der Staffel in 39,77 s gemeinsam mit Chidamba Hazemba, Brian Kasinda und Sydney Siame die Bronzemedaille hinter den Teams aus Südafrika und der Elfenbeinküste. 2018 kam er bei den Afrikameisterschaften in Asaba mit 10,93 s nicht über den Vorlauf über 100 Meter hinaus und belegte mit der 4-mal-400-Meter-Staffel in 3:04,98 min den vierten Platz. 2023 beendete er dann seine aktive sportliche Karriere im Alter von 30 Jahren.

## Persönliche Bestzeiten
- 100 Meter: 10,26 s (+1,8 m/s), 6. Juli 2013 in Bulle
- 200 Meter: 20,88 s (−0,9 m/s), 13. August 2014 in Marrakesch